# Radiodiffusion-Télévision Française
Radiodiffusion-Télévision Française (RTF, Radiotelevisión Francesa) fue la organización francesa de radiodifusión pública nacional creada el 9 de febrero de 1949 para sustituir a la Radiodifusión francesa (RDF) de la posguerra, la cual había sido  fundada el 23 de marzo de 1945 en sustitución de Radiodiffusion nationale (RN), creada el 29 de julio de 1939. Fue reemplazado a su vez, el 26 de junio de 1964, por la Oficina de Radiodifusión y Televisión Francesa (ORTF), que duró hasta 1974.
RTF era controlado por el estado. Con un presupuesto establecido por la Asamblea Nacional francesa bajo la dirección del Ministerio de Información, todos los planes de gasto e inversión tenían que ser directamente acordados por el ministro de Información (quien nombraba al director de la entidad) y el ministro de Hacienda.
Alain Peyrefitte, Ministro de Información, hablando en un debate en la Asamblea Nacional el 26 de mayo de 1964, describió a RTF como La RTF, c'est le gouvernement dans la salle à manger de chaque Français (El gobierno en cada comedor francés).
Desde el principio, RTF experimentó feroz competencia de las "estaciones periféricas", estaciones de habla francesa dirigidas al público francés, pero transmitiendo desde países vecinos, como Radio Monte Carlo (RMC) de Mónaco, Radio Luxembourg (más tarde RTL) de Luxemburgo y Europe 1 de Alemania (Excepcionalmente, en 1974, RMC fue autorizada a instalar un transmisor en suelo francés).
Las oficinas centrales de RTF se encontraban en la avenida de Friedland, en el distrito 8 de París. Sus estudios de televisión y edificios técnicos estaban en el 13-15 de rue Cognacq-Jay.

## Canales
A comienzos de la década de 1960, RTF había establecido cinco canales de radio y dos canales de televisión:

### Radio
- France I (más tarde France Inter) en onda larga[1]
- France II (programas regionales, cerrado el 8 de diciembre de 1963 y sustituido por Inter Variétés - una variación de France Inter para los oyentes mayores en onda media) en transmisores de onda media de alta potencia.[1] Su heredera es France Bleu.
- France III (más tarde France Culture) en transmisores de onda media de baja potencia[1]
- France IV (después France Musique) solo en FM[1]
- France V (antes Radio Alger, nombre que debía reanudarse el 5 de julio de 1962, cuando dejó de formar parte de RTF tras la independencia de Argelia)

### Televisión
- La première chaîne (Primera cadena o RTF Télévision), emitida en blanco y negro desde el 17 de abril de 1949 en VHF de 819 líneas, y hasta el 3 de enero de 1956 en 441 líneas. A partir de 1961,[3][alpha 1] durante un tiempo, se realizaron transmisiones de prueba de 625 líneas en color utilizando el sistema francés SECAM en la red VHF del canal en 819 líneas. Las emisiones en color se realizaron en forma de pruebas a partir del 20 de diciembre de 1961 y, de manera regular, los martes y jueves de 10:00 h a 12:00 h de la mañana, a partir de mayo de 1963.[4] En un principio, las emisiones en color quedaron restringidas a la región parisina.[5] No obstante, el 13 de septiembre de 1963, en el salón internacional de la radio y de la televisión de París, se llevó a cabo la primera transmisión de larga distancia de televisión en color, entre París y Marsella.[6][7] En la época de la ORTF, hasta la inauguración del color en ORTF 2, el 1 de octubre de 1967, se seguía llevando a cabo este procedimiento, tratando de convertir directamente el canal en 819 líneas en uno de 625 líneas.[8][9][10] A partir de entonces, se decidió abandonar este procedimiento para el primer canal.
- La deuxième chaîne (Segunda cadena o RTF 2), creada el 21 de diciembre de 1963 y emitida en UHF de 625 líneas, inicialmente a blanco y negro. Las transmisiones de color en SECAM se introdujeron (en este canal solamente) el 1° de octubre de 1967. Anteriormente, a partir del 10 de septiembre de 1959,[11] la RTF llevó a cabo varias pruebas para tratar de emitir un segundo canal en el canal en 819 líneas de VHF desde el emisor de la Torre Eiffel para que los dos canales franceses se pudiesen captar con la misma antena. Sin embargo, las emisiones fueron un fracaso, dado que la recepción estaba muy fuertemente interferida en ambas frecuencias.[12] Entre el 16 de mayo de 1963 y el mes de julio del mismo año, se realizaron varias pruebas de emisión de la segunda cadena de la RTF en color SECAM.[alpha 2]
- Entre el 17 de abril de 1949 y el 17 de julio de 1952, la RTF emitió dos programas diferentes con dos programaciones diferenciadas[13] desde el emisor de la Torre Eiffel, 10 años antes de los primeros ensayos para un segundo canal y 14 años antes de la creación de RTF 2: un programa en 819 líneas, que emitía la programación regional de Lila a partir de 1950 y una cabecera con una imagen fija de la Torre Eiffel,[14] y otra en 441 líneas, que solo se emitía en París, con la carta de ajuste de La Minerva y el indicativo Télévision Française ambientada por el Carnaval Romano de Hector Berlioz.[15][16] La programación separada de los dos programas se mantuvo hasta 1952, pero el canal en 441 líneas, heredado de la Fernsehsender Paris, se mantuvo hasta el 2 de enero de 1956, aunque ya con la misma programación que la que se emitía en 819 líneas.

Así mismo, algunas cadenas regionales emitieron de forma autónoma en sus inicios al no haber enlace entre las antenas regionales y la antena de París. Así, entre el 10 de abril de 1950 y el mes de febrero de 1952, Télé Lille funcionó de manera independiente de la única cadena nacional; y entre el 15 de octubre de 1953 y el 25 de diciembre del mismo año, Télé Strasbourg también funcionó de manera independiente de la emisora nacional. También RTF Télé Alger funcionó de forma independiente entre 1956 y 1962, con algunas conexiones con los estudios de París. Además, las cadenas de los territorios de la Francia de ultramar funcionaron de manera independiente durant toda la etapa de la ORTF.
La RTF gestionó la primera televisión marroquí, la Telma, entre el 28 de febrero de 1954 y el 20 de mayo de 1955. El canal emitía la programació de la RTF una parte del tiempo, aunque realizaba desconexiones con programas propios en árabe.
La RTF incursionó en la televisión regional, aunque con un desarrollo lento en comparación con la situación en Estados Unidos  y el Reino Unido.
La primera estación regional, conocida como Télé-Lille, comenzó a transmitir el 10 de abril de 1950 con dos horas diarias de programación para Lila y sus alrededores. La señal de Télé-Lille no se detuvo en las fronteras del país, con el resultado de que la estación tenía cinco veces más espectadores en las provincias belgas de Flandes Occidental, Flandes Oriental y Hainaut que en el norte de Francia. En febrero de 1952, el establecimiento de un enlace coaxial con los estudios de RTF en París significaba que Télé-Lille, mientras no emitía sus propios programas, podía retransmitir la programación principal de RTF en París. A partir de 1953, la antena de Télé-Lille permitió que se realizaran emisiones de la INR Télévision Expérimentale Belge a través de su canal, conectando con la RTF hasta 1956.
En un intento de contrarrestar la tendencia en Alsacia de ver programas de la televisión regional del estado alemán de Baden-Wurtemberg (los habitantes de Estrasburgo habían podido, por ejemplo, observar la coronación en junio de 1953 de la reina Isabel II del Reino Unido sólo en la televisión de Alemania Occidental), Télé-Strasbourg comenzó a transmitir el 15 de octubre de 1953.
Marsella siguió el 20 de septiembre de 1954, Lyon el 8 de noviembre de 1954, Toulouse en agosto de 1961, Burdeos el 25 de enero de 1962, y la mayoría de los otros centros regionales se inauguraron poco después.
A partir de finales de 1963, los programas regionales también se transmitieron en La deuxième chaîne utilizando la conversión óptica estándar en los centros regionales (una cámara de 625 líneas dirigida a un monitor de 819 líneas con un CRT especial) para adaptar mejor la cobertura regional al nuevo esquema de regiones francés, y se mantuvieron incluso después de la inauguración de la Troisième Chaîne (ya bajo la égida de la ORTF) el 31 de diciembre de 1972, con las tres cadenas emitiendo noticias regionales, a veces desde 2 o incluso 3 centros de producción diferentes.

### Logotipos

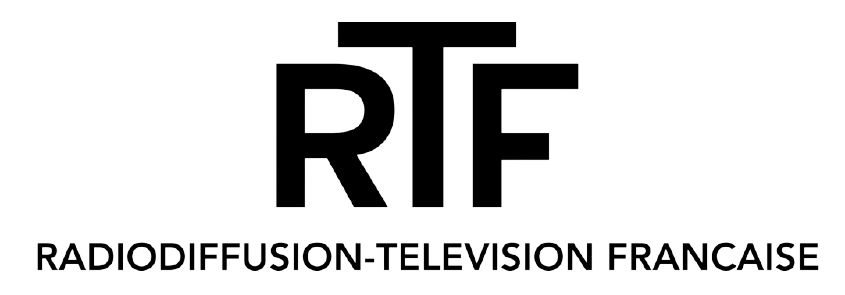
Logotipo de la RTF desde 1949 hasta 1959.
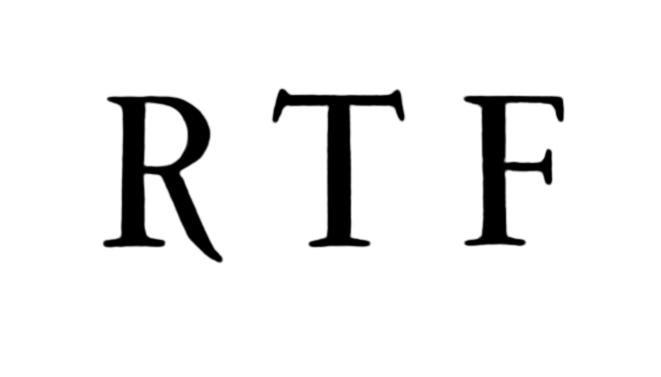
Logotipo alternativo de la RTF de 1949 a 1959.
Segundo logotipo de RTF, usado entre 1959 y 1964.